# شیطان با زنان
شیطان با زنان (انگلیسی: A Devil with Women) فیلمی در ژانر ماجراجویی به کارگردانی اروینگ کامینگز است که در سال ۱۹۳۰ منتشر شد. از بازیگران آن می‌توان به ویکتور مک‌لاگلن، مونا ماریس، و هامفری بوگارت اشاره کرد.